# Ampelopsis tadshikistanica
Ampelopsis tadshikistanica är en vinväxtart som beskrevs av V. Zapr.. Ampelopsis tadshikistanica ingår i släktet Ampelopsis och familjen vinväxter. Inga underarter finns listade i Catalogue of Life.